# Monoblastus rufeabdominus
Monoblastus rufeabdominus är en stekelart som beskrevs av Wang 1996. Monoblastus rufeabdominus ingår i släktet Monoblastus och familjen brokparasitsteklar. Inga underarter finns listade i Catalogue of Life.